# Sulawesifulvius
Sulawesifulvius is een geslacht van wantsen uit de familie van de Miridae (Blindwantsen). Het geslacht werd voor het eerst wetenschappelijk beschreven door Gorczyca in Chérot & Štys.

## Soorten
Het genus bevat de volgende soorten:

- Sulawesifulvius indicus Yeshwanth & Chérot, 2015
- Sulawesifulvius schuhi Gorczyca, Chérot & Štys, 2004
- Sulawesifulvius thailandicus Wolski, Yasunaga & Gorczyca, 2017
- Sulawesifulvius yinggelingensis Mu & Liu, 2014